# Ophisops minor
Espèce
Synonymes
- Cabrita jerdoni minor Deraniyagala, 1971

Ophisops minor est une espèce de sauriens de la famille des Lacertidae.

## Répartition
Cette espèce se rencontre au Sri Lanka et en Inde.

## Publication originale
- Deraniyagala, 1971 : A new lizard from Ceylon. Spolia zeylanica, vol. 32, p. 103-105.